# Франц Штангл
Франц Паул Штангл (Алтминстер, 26. март 1908 — Диселдорф, 28. јун 1971) је био СС командант аустријског порекла који је командовао логорима Собибор и Треблинка током Операције Рајнхард, која је била најсмртоноснија фаза Холокауста. Ухапшен је у Бразилу 1967. године, када је извршена и екстрадиција у Западну Немачку, где му је суђено за масовно убиство 900.000 људи. Осуђен је на доживотну робију 1970. године. Умро је од срчаног удара шест месеци касније.

## Т4 еутаназија програм
На почетку Другог светског рата, током 1940. године, добио је наређење да се прикључи раду организације одговорне за програм еутаназије Т4. Штангл је наводно захтевао да се пребаци на тај задатак, да би избегао проблеме са шефом у Гестапоу. У новембру 1940. по наређењу Хајнриха Химлера, Штангл је постао полицијски управник програма еутаназије и Хартхајм Еутаназија центра. Крајем лета 1941. постао је надзорник Бернбуршког еутаназија центра где су ментално и физички заостали људи слани да буду убијени. У марту 1942. му је дата могућност да бира да ли ће да се врати у Линцшки Гестапо, или да буде пребачен у Лублин, где би радио на операцији Рајнхард, под командом Одила Глобочника. Изабрао је да ради у Лублину, где је добио посао у Генералном губернаторству

## Рад у концентрационим логорима

### Собибор
Хајнрих Химлер је одредио Штангла да буде први командант Собиборског логора, и на тој функцији је био од 28. априла до краја августа 1942. године са чином оберштурмфирер. Одило Глобочник му је рекао да је камп имао функцију војног магацина. Штангл је његову стварну намену видео тек кад је открио гасне коморе сакривене у шуми. Глобочник му је такође рекао да Јевреје који не раде довољно, има пуно право да убије, и да ће добити нове. Верује се да је око 100.000 Јевреја убијено у Собибору док је дужност команданта вршио Штангл.
Док је радио у Собибору, његова жена је сазнала шта се дешава у том логору и то рекла свом мужу. Он јој је на то одговорио да је то ствар службе и да не може о томе да разговара. Рекао јој је и да ако има нешто лоше што се догађа, да он нема везе са тим.

### Треблинка
Одило Глобочник је 28. августа 1942. наредио Штанглу да преузме место команданта у новом логору смрти, Треблинки. Треблинка је била лоше организована и Штанглов задатак је био да камп доведе у ред. За њега се сматрало да има добро око за детаље и да је био добар организатор.
Команду над логором је преузео 1. септембра. Доказао се као добар организатор масовних убистава и проглашен је за најбољег команданта логора у Пољској. Желео је да логор узгледа уредно, па је наредио поплочавање путева и тротоара и сађење цвећа по логору и око управне зграде. Иако је био директно одговоран за сва дешавања у логору, гледао је да сведе односе са јеврејским затвореницима на најмањи могући ниво. Он сам није учествовао у бруталним акцијама, осим у раду гасних комора. По логору се увек шетао са бичем, због чега је добио надимак „Бела Смрт“.
У септембру 1942. Штангл је надгледао изградњу нових гасних комора, чији је максимални капацитет убијања био 22.000 људи у току једног дана. Када су коморе биле готове изјавио је да је град Јевреја коначно спреман.

### После Треблинке
У августу 1943. године са надређеним Одилом Глобочником је пребачен у Трст, где је учествовао у организацији борбе против југословенских партизана и локалних Јевреја. Са те позиције је повучен у Беч на почетку 1945. године због болести.

## Крај рата и хапшење
На крају рата, Штангл је био у бекству са прикривеним идентитетом. Задржан је од стране Америчке војске и кратак период је провео у затвору у Линцу током 1947. године, због сумње да је учествовао у програму еутаназије Т4. Побегао је из затвора 30. маја 1948. године, заједно са СС официром Густавом Вагнером у Италију. Католички свештеник Алојз Худал, симпатизер нациста, помогао му је да побегне у Сирију користећи пасош Црвеног крста. Након тога су му се придружили жена и породица, пре него што су се преселили у Бразил 1951. године.
Налог за Штанглово хапшење је расписан тек 1961. године. Иако је користио своје право име током живота у Сао Паулу, нађен је тек шест година касније и то уз велико залагање Симона Визентала. Након екстрадиције у Западну Немачку, признао је да је учествовао у убијању 900.000 људи, али је рекао да му је савест чиста и да је само вршио своју дужност. Осуђен је на доживотну робију и умро је у затвору у Диселдорфу 28. јуна 1971. године од срчаног удара.